# Julián Trujillo Largacha
Julián Trujillo Largacha (Popayán, 28 de janeiro de 1828 – Bogotá, 18 de julho de 1883) foi um advogado e político colombiano. Ocupou o cargo de presidente de seu país entre 1 de abril de 1878 e 8 de abril de 1880.